# さえぐさ鼻男
さえぐさ 鼻男（さえぐさ はなお、1972年7月10日 - ）は、日本のタレント、お笑い芸人、俳優である。東京都多摩市出身。身長170cm、体重60kg、血液型A型。芸風はAIスピーカーを相方に見立てた掛け合いの漫才、サーフィンをしながらのコント。

## 人物
幼少期から目立ちたがり屋で小学校高学年からスケートボードに夢中になる。このころ音楽の授業で自身の歌声を褒められ漠然と歌手に憧れていた、卒業アルバムの将来の夢に『芸能人になる』と書かれている。
中学2年生のとき家族で行った伊豆の海で、初めて見たサーフィンを簡単そうだと思い母親にサーフボードなどの道具をねだり、サーフィンスクールを受講、この時の感想は立つのは簡単だったが技が出来ないと思ったそう。それ以来、東京の多摩から週末は小田急線で湘南の鵠沼海岸に足しげく通いサーフィンの大会にも出場するまでに上達していった。
中学卒業後の進路は高校に行かずプロサーファーになりたいと思っていたが、担任と母親から猛反対され、サーフィンを続けながら東京都立府中工業へ入学。
高校時代も積極的にサーフィン大会に出場し、NSSA全日本学生サーフィン選手権大会、高校生の部で優勝も果たしている。
高校は3年の3月で中退、理由は尾崎豊に憧れてと言っていたが留年が確定していた。母親からそんなに勉強嫌いなら行かなくていいと言われ中退を決意。のちに40歳を過ぎてから編入学し高卒になった。
中退後自身の進路を真面目に考えた結果、プロサーファーではサーフィンの市場が小さく稼げない事を悟り、憧れていた歌手の道へとジャパンアーチスト音楽学院に入学、ボーカルレッスンを始める。週3回のレッスンに通うこと3年のころ校長から、なぜかチームオーガスという俳優の事務所を紹介され所属となった。俳優として5年が過ぎたころマネージャーから『さえぐさ君も趣味でサーフィンって書くのもいいんだけど、プロサーファーの資格でもあったらいいのに・・・』この言葉にカチンッときたといい、これを機にプロサーファーになるべくに俳優活動を休止、ボーカルレッスンもやめ住居も湘南の鵠沼海海岸にほど近いところへ引越し、生活のすべてをサーフィンに捧げた。結果サーフィンメーカーのスポンサードを5社獲得するまでになったが、国内プロ連盟の資格は取れなかった。サーフィンの選手として事実上の引退後は再び芸能界へ復帰、昔からお笑いに興味があったことから41歳で太田プロエンタテインメント学院6期に入学、卒業後フリーで活動、AIスピーカーとの掛け合い漫才という芸風が評価され、2019年2月オフィス北野へ正式に所属となる。

## 来歴
1991年ジャパンアーチスト音楽学院 入学
1994年チームオーガス（現、株式会社ラテン）所属 俳優活動をはじめる
1995年東京アナウンスアカデミー ラジオDJ科 入学
1999年～2010年プロツアーなどサーフィン選手として活動
2014年太田プロエンタテイメント学院6期 入学
2015年フリーで活動
2019年オフィス北野 （現 TAP (芸能プロダクション) ）に所属

## 出演

### テレビ
- はぐれ刑事純情派スペシャル 運送会社の不良社員役 テレビ朝日

- タモリのボキャブラ天国 ソープランド編再現V フジテレビ

- 夢がモリモリ 再現 V 視力が低下してる人役 フジテレビ

- とんねるずのみなさんのおかげです レギュラーでエキストラ出演 フジテレビ

- 週刊スタミナ天国 実験くんコーナー フジテレビ

- 東京生テレビ ピンネタ出演 JCOM

- 東京オーディション［仮］ TOKYO MX

- テリー伊藤の今夜も傾奇流 若手芸人コーナー BSフジ
- スッキリ (テレビ番組) クイズッス自撮りネタフェスティバル 日本テレビ

### ラジオ
- FMFUJI 「劇団サンバカーニバル」 U2 芸人コーナー出演
- エフエム戸塚「愛の法則ずんぐりと恋の行方 」 ゲスト出演
- ネットラジオ「さえぐさ鼻男の鼻につくー！ラジオ 」 メインパーソナリティー
- 配信アプリ「Voicy ポジティブニュース」 パーソナリティー
- 「スポニチニュース」 初代木曜パーソナリティー

### 映画
- BE-BOP HIGHSCHOOL 1994年 天保工業生役（俳優名：三枝幹夫として）

### イベント
- サガミハラエッジ芸人バトル2020 5位
- Voicy 2017Summer グランプリ受賞

## 作品

### シングルCD
- ハナニツキ（作詞：さえぐさ鼻男、作曲/編曲：汐華千彩人）2018年7月6日発売

収録曲
1. ハナニツキ
2. 鼻につくバラード
3. ハナニツキ カラオケ
4. 鼻につくバラード カラオケ

## 連載
- さえぐさ鼻男 一度聞けばクセになる、軽妙語り口に独特の“間” スポニチアネックス